# Panorama-Farbmonatsschau
Die Panorama-Farbmonatsschau war eine von der Deutschen Wochenschau während des Zweiten Weltkrieges in vier Ausgaben hergestellte Filmreihe, die 1944/45 zum Zweck der Propaganda im neutralen und besetzten europäischen Ausland gezeigt wurde.

## Vorgeschichte
Im April 1941 hatte Walter Frentz als erster Kameramann der deutschen Propagandakompanien Aufnahmen in Farbe gedreht, darunter die Feier zu Adolf Hitlers 52. Geburtstag. Diese Farbfilmaufnahmen waren in der Deutschen Wochenschau jedoch nur schwarzweiß zu sehen. In den folgenden Jahren vergrößerte sich die Zahl der in Farbe drehenden Kameraleute, darunter Hans Bastanier, Gerhard Garms, Horst Grund, Hans Ertl und weitere. Die Absicht des Propagandaministeriums, eine Wochenschau in Farbe herzustellen, blieb jedoch wegen nicht ausreichender technischer Kapazitäten bis 1944 unrealisiert.

## Entstehung
Zwischen November 1944 und Frühjahr 1945 wurden vier Ausgaben der „Panorama-Farbmonatsschau“ fertiggestellt. Die Aufnahmen der ersten Ausgabe lieferten die Kameraleute Hans Bastanier, Hans-Joachim Blaschke, Gerhard Garms, Heinz von Jaworsky, Georg Kopp, Georg Pahl, Heinz Sasse und Karl Sonntag. Wer Aufnahmen zu den übrigen Ausgaben beisteuerte, ist überwiegend nicht bekannt.
Die vier Ausgaben der „Panorama-Farbmonatsschau“ enthalten wenige Aufnahmen von der Front; vielmehr liegt der Schwerpunkt auf der Darstellung von Heimatsujets, die zum großen Teil zivil sind, aber auch z. B. die vormilitärische Ausbildung der Hitlerjugend zeigen. Die militärischen Niederlagen der Wehrmacht und die Zerstörungen deutscher Städte durch alliierte Luftangriffe wurden nicht thematisiert.